# Rex Whitlock
Rex Whitlock (George Bernard Rex Whitlock; * 8. September 1910 in Hendon, London; † 26. Juni 1982 in Luton) war ein britischer Geher.
Bei den Olympischen Spielen erreichte er im 50-km-Gehen 1948 in London nicht das Ziel und wurde 1952 in Helsinki mit seiner persönlichen Bestzeit von 4:32:21 h Vierter.